# NGC 4581
NGC 4581 este o infrared source⁠(d) situată în constelația Fecioara. A fost descoperită în 20 aprilie 1882 de către Edward S. Holden⁠(d). Se află la o distanță de 29,6 de megaparseci de Pământ.